# Renault Sport Deutschland
Der Renault Sport Deutschland ist ein deutsches Motorsportunternehmen das Renault Sport betreibt und hat seinen Sitz in Brühl. Sie setzen sich zusammen aus zwei Bürokräften und zwei Verantwortlichen für den Ersatzteilservice und alle anderen arbeiten extern.

## Rennserie
Zur Zeit organisieren sie zwei Rennserien, die in den Kategorien Formelsport und Tourenwagen vertreten sind. Die Nachwuchsformelrennserie Formel Renault 1.6 NEC Junior wird von MdH Communications organisiert, aber Renault Sport Deutschland unterstützt die Rennserie an den Rennwochenenden.

### Clio Cup Central Europe
Der Clio Cup Central Europe wird seit 2013 ausgetragen. Die Rennserie ist die Nachfolgemeisterschaft von Clio Cup Bohemia und wird von Renault Sport Deutschland organisiert.

### Formel Renault 2.0 NEC
Der Formel Renault 2.0 NEC ist ein Nachwuchsformelrennserie, besteht seit 2006 und wurde damals gegründet als Zusammenschluss aus der deutschen und der niederländischen Formel Renault.

## Ehemalige Rennserie

### Twingo R1 Deutschland Trophy
Die Twingo R1 Deutschland Trophy ist eine Rallye-Nachwuchsrennserie, war 2013 zum ersten Mal mit Renault-Twingo-Fahrzeug an den Start gegangen. Ausgetragen wurde die Rennserie im Rahmen der DRM. Nach der Saison 2014 wird die Rennserie wegen zu geringer Teilnehmerzahl nicht weitergeführt.

### Clio Cup Bohemia
Der Clio Cup Bohemia war eine deutsch-tschechische Motorsportrennserie die von 2011 bis 2013 ausgetragen wurde. Zum Einsatz kamen Renault-Clio-Fahrzeuge. Die Rennen fanden in Deutschland, Österreich, Tschechien und Slowakei statt. In diesen drei Jahren waren insgesamt 71 Rennfahrer aus 12 Nationen in 29 Teams am Start.

### New Renault Clio Cup
Der Clio Cup wurde von 2002 bis 2005 als Renault Clio Cup, von 2005 bis 2008 als New Renault Clio Cup. Danach hat man 2008 den Markenpokal aufgelöst und ging bis 2011 in den Rennserien ADAC-Procar-Serie, VLN, RCN als Renault Sport Speed Trophy an den Start. Außerdem wurde der Cup im Rahmen der Beru TOP 10 bis 2007 ausgetragen. Zum Einsatz kamen Renault-Clio-Fahrzeuge.